# Eminence (Kentucky)
Eminence es una ciudad ubicada en el condado de Henry en el estado de Kentucky (Estados Unidos).

## Geografía
Eminence se encuentra ubicada en las coordenadas 38°21′47″N 85°10′36″O / 38.36306, -85.17667. Según la Oficina del Censo de los Estados Unidos, tiene una superficie total de 7,44 km², de la cual 7,31 (98,29%) corresponden a tierra firme y 0,13 (1,71%) a agua.

## Demografía
Según el censo de 2010, Eminence estaba habitada por 2498 personas y su densidad de población era de 335,82 hab/km². Según su raza, el 83,19% de los habitantes eran blancos, el 9,45% negros o afroamericanos, el 0,04% amerindios o nativos de Alaska, el 0,24% asiáticos, y el 3,8% de otras. Además, el 3,28% pertenecían a dos o más razas y, del total de la población el 7,97% eran hispanos o latinos de cualquier raza.